# Museo civico di Amelia
Il Museo civico archeologico e pinacoteca "Edilberto Rosa" di Amelia è stato inaugurato nell'aprile del 2001 ed è ospitato nell'ex convento di San Francesco (ove, dopo gli espropri in epoca unità d'Italia trovarono spazio dapprima una scuola pubblica gestita dal Municipio, quindi un collegio maschile gestito dai padri salesiani intitolato a Flavio Boccarini, quindi un istituto tecnico commerciale intitolato a Federico Cesi fino agli anni 70 del secolo scorso a cui seguì un periodo di totale abbandono per circa 30 anni) in piazza Augusto Vera. L'ingresso al museo è preceduto da un chiostro tipico dei conventi francescani caratterizzato da un doppio loggiato, realizzato in forme rinascimentali da fra Egidio Delfini nel XVI secolo.
Il museo, diviso su tre livelli ospita diverse collezioni che testimoniano la nascita e lo sviluppo della città di Ameria,  antichissimo centro italico, dalla fase pre-romana, al tardo antico passando per il fiorente periodo romano ed in particolare augusteo, periodo nel quale Ameria divenne tra i più importanti municipi della regione. Al piano terra sono ospitati  i reperti più antichi tra i quali quelli provenienti dalla necropoli ellenistica dell’ex consorzio Agrario ; al primo piano, dominato dalla  presenza della splendida statua bronzea con ritratto di Germanico, si trovano testimonianze del fiorente periodo romano di Amelia, con iscrizioni, capitelli, statue, are, urne funerarie e stele che coprono un periodo che va dal I secolo a.C. fino al II secolo d.C.. Testimonianze che proseguono al secondo piano il quale ospita anche la sezione archeologica medievale e una parte della collezione Spagnoli. Sempre al secondo piano troviamo la pinacoteca con opere pittoriche che abbracciano un periodo che va dal XV al XVIII secolo tra cui ricordiamo il sant’Antonio Abate di Piermatteo d'Amelia.
Il percorso museale  si è arricchito negli anni di installazioni multimediali ed immersive che accompagnano il visitatore alla comprensione delle vicende legate al generale Germanico Cesare e all’evoluzione della città romana. È presente inoltre un laboratorio didattico attrezzato.

## Sezione archeologica

### Corredi funerari
Nel 2001, durante uno scavo edilizio, è stata scoperta una necropoli, non lontana da via I Maggio, risalente al IV secolo a.C.
Gli oggetti ritrovati sono ora conservati nella sezione preromana del Museo civico.
Le tombe ritrovate potrebbero essere appartenute a persone nobili: lo si ricava dalla manifattura e dalla ricchezza dei resti preziosi rinvenuti come accessori per la cura della persona (specchi, pinzette, pettini per sopracciglia), ornamenti (orecchini, anelli preziosi) e altri oggetti di uso quotidiano (caraffe).
Sono stati ritrovati, inoltre, dei piccoli vasi di varie grandezze, usati a contenimento dell'olio per alimentare le lucerne, gli askos.
Nella stessa sezione del museo si trova lo scheletro di un cane, mancante di alcune parti; venne trovato vicino alla sepoltura di un bambino.

### La statua bronzea con ritratto di Germanico

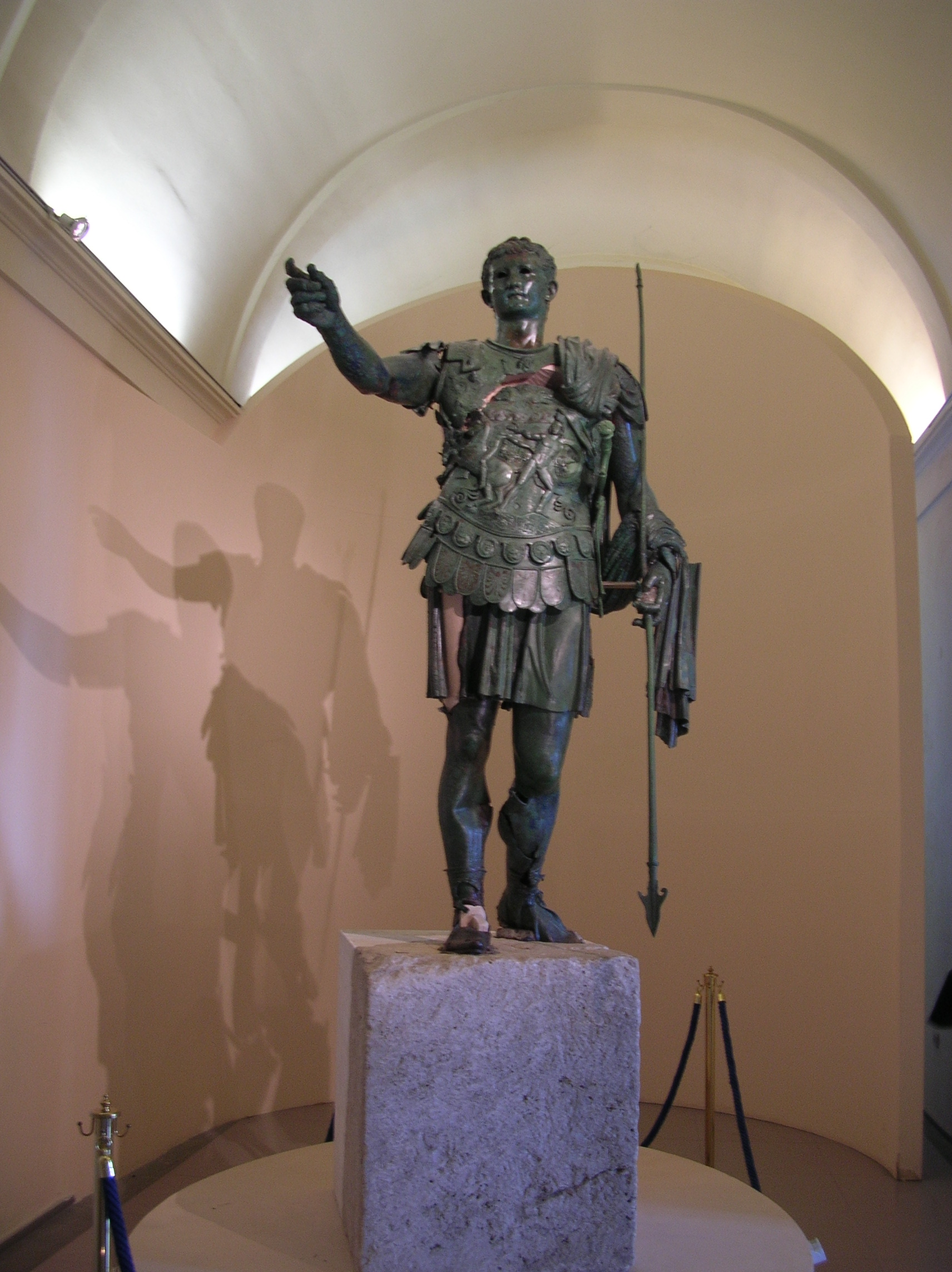
Statua di Germanico

Nell'agosto del 1963 a seguito della demolizione di un mulino, vennero alla luce, fuori dalla cinta muraria antica, non lontano da Porta Romana numerosissimi frammenti di una statua bronzea, raffigurante un personaggio stante identificato in seguito come Nerone Claudio Druso Germanico, membro della dinastia Giulio-Claudia, valente generale e sensibile uomo di cultura, destinato, per volontà dello stesso Augusto, a salire sul trono imperiale.
Nerone Claudio Druso nacque a Roma il 24 maggio del 15 a.C.; rimase orfano nel 9 a.C. ereditando il titolo onorifico di Germanicus che il senato aveva conferito al padre Druso maggiore, fratello di Tiberio, e ai suoi successori, in seguito alla campagna contro i Germani tra il 13 e 19 a.C.
Nel 4 d.C viene adottato da Tiberio, per volontà di Augusto che voleva assicurarsi la successione dopo la morte dei figli adottivi.

Germanico inizia la carriera militare sedando, tra il 7 e l'8 d.C., le rivolte in Dalmazia e in Pannonia. Nell'autunno del 14 d.C. Inizia le campagne contro i Germani che si concluderanno con successo. Viene quindi inviato in Oriente per sedare la sommossa guidata dal re Artabano II: al ritorno, in Siria, contrae una malattia sconosciuta.
Muore ad Epidaphne vicino Antiochia nel 19 d.C.
La figura poggia il peso del corpo sulla gamba destra, mentre la sinistra è leggermente piegata al ginocchio. Ai piedi porta calzari di pelle mentre dalle spalle scende una leggera tunica di lino manicata. La figura indossa una lorica di tipo anatomico con spallacci, decorata da rilievi sia sul petto che sul dorso, mentre nella parte inferiore sono visibili una doppia serie di pteryges.
La testa del personaggio è girata leggermente verso destra nella direzione del braccio destro sollevato nel gesto della adlocutio. Il braccio sinistro è piegato al gomito e tiene con la mano sinistra una lancia e le pieghe del mantello.
Di particolare interesse ed anche bellezza è la ricca decorazione della corazza.
La parte posteriore, molto rovinata, è decorata da due figure femminili con corta veste che sono intorno ad un candelabro.
Di grande qualità è la decorazione della fronte della corazza. Appena sotto lo scollo è rappresentata a rilievo Scilla, che solleva il braccio destro nell'atto di gettare una grossa pietra. Al centro c'è la scena dell'agguato di Achille a Troilo. L'eroe greco, nudo, è raffigurato frontalmente, con la testa, coperta da un elmo attico. Con la sinistra sorregge uno scudo circolare, mentre il mantello scende dalla spalla, ed è visibile in parte davanti allo scudo e in parte sullo sfondo. Con la destra afferra per i capelli, nell'intento di disarcionarlo, il giovane Troilo che, nudo, coperto solo da alti calzari e da una clamide fermata al collo, cavalca un destriero che si solleva sulle zampe posteriori. Invano Troilo, alzando le braccia, tenta di difendersi. La scena è fiancheggiata da due vittorie alate entrambi in volo verso il centro ed è decorata in basso da motivi vegetali.
Dobbiamo ricordare che Germanico, per il suo valore militare e per la sua morte in Oriente, venne in seguito associato alla figura di Alessandro Magno e che Achille era l'eroe prediletto di Alessandro.
La figura di Troilo, invece può farci pensare al destino di una morte prematura, tra l'altro di un personaggio troiano, da cui secondo il mito celebrato da Virgilio nell'Eneide trae origine la stirpe romana.

### Capitello figurato
Il capitello figurato, scolpito nel travertino, è stato ritrovato ad Amelia nel 1963 lungo via delle Rimembranze.
È un reperto molto interessante perché non presenta gli stili noti come quelli dorici o corinzi, bensì dei trofei di guerra e rostri di navi;  è infatti, con molta probabilità, dedicato al trionfo di Augusto nella battaglia di Azio svoltasi nel 31 a.C., che vide la fine della guerra civile contro Marco Antonio.
Il capitello è diviso in quattro facce raffiguranti scene identiche.
Viene riprodotto, nella posizione centrale di ogni faccia un trofeo, sorretto da un palo nella parte inferiore, costituito da una corazza ed elmo a calotta. Ai lati del trofeo appaiono delle lance e degli scudi.
Si possono notare agli angoli delle facce del capitello, dei rostri di navi, che servivano a speronare gli avversari nel corso degli scontri marittimi: inoltre, le prue delle navi qui raffigurate, sono decorate con polena a testa leonina.
Viste le misure del reperto e le sue proporzioni, probabilmente il capitello è stato usato come elemento di colonna onoraria per una statua raffigurante la Vittoria.

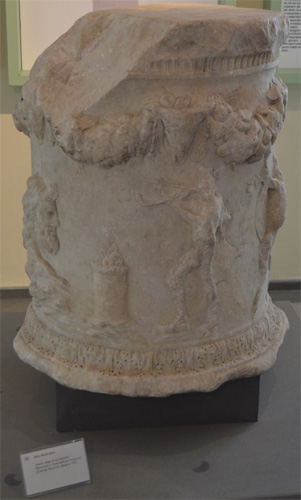
Ara neoattica

### Ara Neoattica
L'altare, in marmo greco, è a base circolare e raffigura a rilievo una scena di danza con satiri e ninfe; nella parte superiore corre una decorazione a ghirlande e crani bovini (bucrani), allusivi, questi ultimi, all'abitudine di appendere agli altari o intorno ai templi le teste di buoi o di altri animali sacrificati.
Molti dettagli sono andati perduti a causa dei gravi dannaggimenti che ha subito questo reperto, ma fortunatamente abbiamo un'immagine completa della scena grazie ai disegni manoscritti di Giovanni Antonio Dosio, architetto e scultore, che la vide ancora integra nel XVI secolo presso la chiesa di San Secondo, in Amelia.
Il pezzo, di grande interesse artistico, è il prodotto di officine scultoree di artisti neoattici che probabilmente si trasferirono a Roma all'inizio del I secolo a.C.

### Thesaurus
Il thesaurus era un contenitore in cui si raccoglievano le offerte dei fedeli nei templi: possiamo considerarlo l'antenato della cassetta delle offerte che viene usata oggi nelle chiese. Il thesaurus di Amelia è di marmo bianco e di forma quadrangolare ed in origine aveva anche un coperchio, oggi perduto. Al suo interno era posta una cassa in bronzo che serviva da raccoglitore per le monete.
Questo pezzo, in epoca rinascimentale venne utilizzato come fontana; lo si può notare da una rilavorazione eseguita su di un lato. Nella faccia anteriore si trova l'iscrizione che ricorda come quest'opera sia stata donata dal magistrato Tito Roscio Autuma.

### Ara funeraria
Si tratta di un altare di forma parallelepipeda, risalente alla seconda metà del I secolo d.C. È lavorata solo su tre dei quattro lati ed è più larga sulla fronte che sui fianchi.
Il materiale usato è un marmo bianco a grana fine.
Nell'iscrizione, che si trova nella faccia anteriore, si possono leggere delle lettere che fanno pensare alle iniziali del nome e del cognome del defunto a cui era stata dedicata. Ai due spigoli di questa stessa facciata, si possono intravedere delle sfingi sedute che sorreggono sulla testa delle palme su cui troviamo due eroti nudi, di cui solo uno è conservato: questi ultimi sorreggono una ghirlanda di frutta che scende fin sotto l'iscrizione. Tra lo specchio epigrafico e la ghirlanda, si può riconoscere una scena mitologica: si tratta di un momento immediatamente successivo alla nascita di Dioniso. Si riconoscono, infatti Zeus, il piccolo Dioniso ed una figura femminile identificata forse, come Semele, sua madre.
Nella parte alta degli angoli delle facce laterali, sono state scolpite due teste d'ariete dalle cui corna partono altre ghirlande; sempre sulle facce laterali, sono riprodotte scene naturalistiche con animali, fiori e frutta.

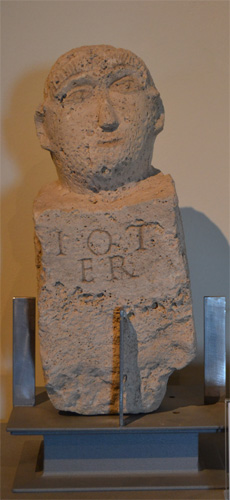
Erma del dio Termine

### Leone funerario
Il leone, di dimensioni naturali, è accosciato su una base parallelepipeda. Scolpito nel travertino, è disposto in posizione frontale, con il dorso inarcato, le zampe piegate ad angolo retto e aderenti alla base come a suggerire uno stato di allerta. La testa è molto voluminosa, grazie alla ricca criniera, rispetto al resto del corpo. Il muso è caratterizzato da grandi fauci spalancate, mentre la criniera è resa con effetto realistico attraverso grosse e pesanti ciocche a virgola.
La scultura ha subito nei secoli diversi danni che rendono difficile la ricostruzione di tutti particolari, tuttavia, sulla base di alcuni indizi è proponibile ricostruire la zampa sinistra mancante, in posizione sollevata ad artigliare una testa mozzata di animale o umana.
L'animale raffigurato appartiene alla nota classe di sculture leonine associate ai monumenti funerari dell'Italia romanizzata soprattutto tra la tarda età repubblicana e l'inizio dell'età imperiale; in particolare questo tipo di leone funerario monumentale ha goduto di un particolare favore nell'Umbria meridionale.
Il leone riveste nella simbologia funeraria il ruolo di custode della tomba e di protettore della pace del defunto. La scultura proviene da una zona esterna alle mura, a sud di Amelia, situata lungo il tracciato dell'antica via Amerina.
Anche se priva di un contesto, i confronti con altre sculture simili, inducono a collocarla tra la fine dell'età repubblicana e la prima età imperiale.

### Erma del dio Termine
Questo manufatto, realizzato in travertino, è formato da un corpo con una base a forma parallelepipeda e da una testa dalle forme sbozzate: raffigura l'immagine del dio Termine.
Opere simili venivano poste nelle campagne per delimitare i confini di proprietà, e questo potrebbe spiegare il perché del volto così semplificato che presenta lineamenti poco evidenziati come il naso e la bocca. I capelli sono appena accennati e gli occhi sono di forma molto allungata.
Nella parte inferiore corre una breve scritta identificata come la dedica al dio.
Il manufatto è stato trovato ad Amelia ed è databile alla fine del I secolo a.C.

### Altare funerario
L'altare, di marmo bianco, era già stato utilizzato nella cappella Geraldini, nella chiesa di Santa Firmina, come pila per l'acqua lustrale.
Nella parte posteriore destra l'altare è stato tagliato e scalpellato probabilmente quando fu addossato a un pilastro nella cappella Geraldini. Il testo epigrafico, è circondato da colonnine tortili con capitelli corinzi, scene ed animali mitologici. In basso vi è raffigurato Bacco a cavallo di un asino al centro insieme al suo corteggio.
Quest'altare fu dedicato a Sessia Labionilla, personaggio del quale non sono noti altri dati.
Il manufatto potrebbe riferirsi alla tarda Età flavia o adrianea.

### Cassa di urna in travertino
Le casse di urna servivano a contenere le urne cinerarie ed erano solitamente realizzate in travertino.
Questa cassa è di forma parallelepipeda. Ai lati della faccia anteriore sono scolpite due lesene ciascuna delle quali presenta la base modanata e un capitello decorato con motivi vegetali: al centro c'è una palmetta con tre petali legata con un listello a due steli terminanti con coppia di foglioline.
Sempre sulla fronte della cassa c'è una fascia sporgente dove è riportato il testo epigrafico:
T(itus) Gnevidius T(iti) l(ibertus) Secundus fec(it) / Suconiae C(aiae) l(ibertae) Nice matri suae.Il committente, un liberto della gens Gnevidia, fece fare l'urna per la madre Nice, liberta di una donna della gens Suconia; la cassa è stata ritrovata in località Cinquefonti.

## Sezione pinacoteca

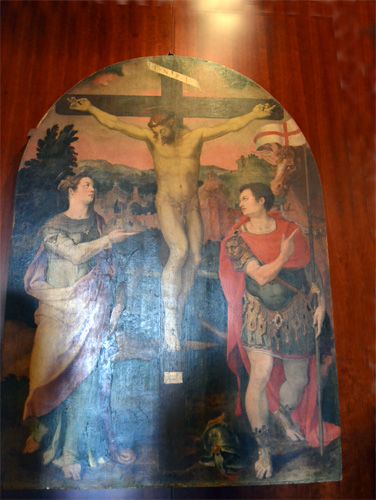
Fermina e Olimpiade

### Cristo crocifisso tra i santi Firmina e Olimpiade
Il “Cristo crocifisso tra i santi Firmina e Olimpiade” è un'opera di Livio Agresti. È stata dipinta utilizzando la tecnica della tempera su tavola nel 1557.
In quest'opera sono raffigurati i martiri protettori di Amelia, Firmina e Olimpiade, ai lati di Cristo in croce. Alla base della croce si può ancora leggere parte di un'iscrizione “… fecit/1557” che, ci restituisce con certezza l'anno di realizzazione. Purtroppo oggi, il resto è andato perduto ma fortunatamente era ancora visibile nel 1872, quando Mariano Guardabassi, accademico perugino, riuscì a leggervi il nome dell'autore: Agrestus Forlivensis.
In questo dipinto santa Firmina viene raffigurata con l'intento di donare a Cristo la città di Amelia, che si trovava nella sua mano. Santa Firmina nacque a Roma nel III secolo d.C. dal prefetto Calpurnio Pisone e sin da giovane si convertì alla religione Cristiana. Firmina non era il suo vero nome, ma le venne attribuito questo appellativo per essere rimasta ferma nella sua fede, anche quando venne ad Amelia e fu perseguitata da Diocleziano e Massimiano. Nonostante le minacce e le pressioni, rimase sempre fedele a Cristo, e questo fatto riuscì a far convertire anche un suo persecutore, il soldato Olimpiade il quale, infatti, subì il supplizio come Firmina.
I resti di questi martiri vennero ritrovati dai cristiani di Amelia nell'870, e la cattedrale della città fu dedicata a loro.

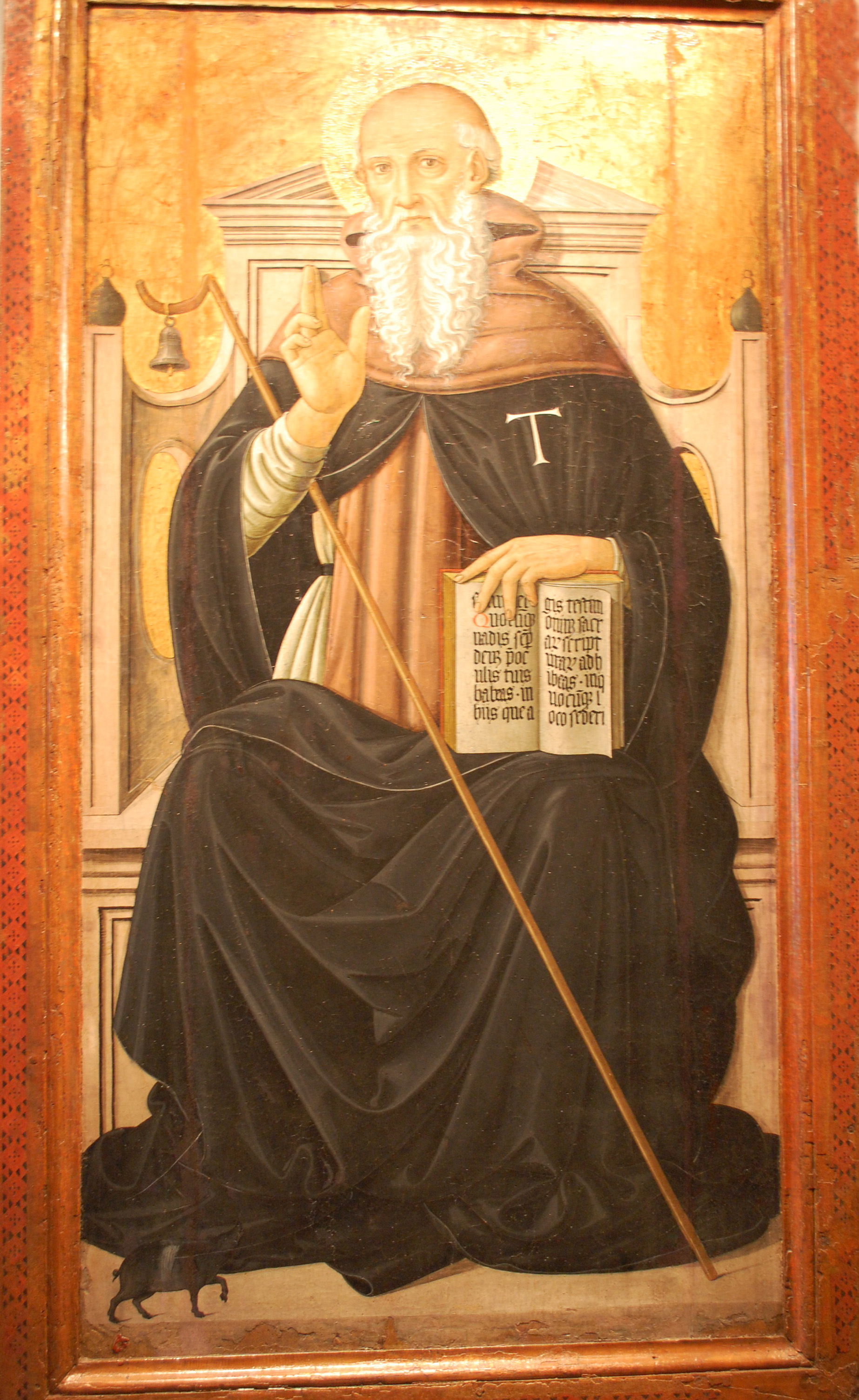
Sant'Antonio Abate

### Sant'Antonio abate
Sant'Antonio abate è un'opera di Piermatteo d'Amelia. È stata dipinta utilizzando la tecnica della tempera su tavola nel 1474 – 1475. Il santo nel dipinto è seduto su di un trono di marmo ed indossa un saio marrone e un'ampia cappa nera con il simbolo degli antoniani: il tau. Inoltre tiene nella mano sinistra il libro delle Sacre Scritture. Sant'Antonio Abate è considerato, in Italia, il protettore degli animali domestici e degli infermi. Nel quadro troviamo altri simboli che lo contraddistinguono come ad esempio, il bastone con la campanella che annunciava l'arrivo degli antoniani e il porcellino il cui lardo veniva usato dai monaci per medicare il fuoco di Sant’Antonio, oggi riconosciuto come Herpes zoster.
Il primo che attribuì a questo dipinto il nome di Piermatteo d'Amelia fu lo Gnoli nel 1923.
Nel 1992 venne trovato un documento del 1474 nell'Archivio di Stato di Terni, che conteneva un finanziamento concesso dal convento di San Giovanni ad Amelia per una tavola e un altare dedicati a Sant'Antonio Abate. Grazie a questo documento quindi, è stato possibile identificare con certezza l'opera come un dipinto di Piermatteo d'Amelia.

### Ritratto di Alessandro Geraldini
Alessandro Geraldini nacque ad Amelia, fu un umanista che sulla rotta di Cristoforo Colombo raggiunse l'America diventando il primo vescovo residente nelle Diocesi Riunite d'America. Durante il suo viaggio scrisse, appunto, l'Itinerarium in cui riportò notizie relative a Colombo e alle terre scoperte. L'Itinerarium fu composto fra il 1521 e il 1522 ma venne pubblicato per la prima volta nel 1631. Si pensa dunque che il ritratto possa risalire a quegli anni. Alessandro Geraldini morì nel 1524 a Santo Domingo.
In questo ritratto, eseguito ad olio su tela, il vescovo è raffigurato seduto, con cotta bianca e mantellina.
Una curiosità: durante il restauro, eseguito nel 1990, venne alla luce che il ritratto fu eseguito apportando alcune varianti ad uno preesistente, dipinto nel 1628 da Tommaso Campana, pittore bolognese, così come rivela una scritta sul retro della tela. Le modifiche riguardano particolarmente la zona della mantellina e del copricapo.

### Madonna col bambino e i santi Giovanni Battista e Francesco
Si tratta di una pala d'altare, composta da una tavola centrale, lunetta e predella. L'opera risale al 1469 ed è stata realizzata usando la tecnica della tempera su tavola. Si ritiene che sia stata eseguita da un pittore umbro-laziale vissuto a contatto con Piermatteo d'Amelia. Nel dipinto si può notare come prima cosa un fondo dorato; in primo piano, al centro del dipinto e seduta su di un trono, è raffigurata la Madonna, con lo sguardo rivolto in basso a guardare suo figlio Gesù seduto sulle sue gambe, il quale tiene in mano un piccolo uccello. Si può notare come l'aureola di Gesù, riprenda il colore del fondo in oro.
Ai lati della Madonna sono raffigurati due santi: sulla sinistra, rispetto a chi guarda, c'è Giovanni Battista, il quale con la mano sinistra sostiene un lungo bastone che ha in cima una croce, mentre con l'altra mano indica il Bambino. Sul lato opposto invece, viene raffigurato San Francesco, il quale tiene a sua volta una croce e le Sacre Scritture mentre guarda con devozione la Madonna e Gesù.
Sulla lunetta è raffigurato l'Eterno benedicente affiancato da due Cherubini mentre nella predella è dipinta una Imago Pietatis. Alcuni storici dell'arte ritengono che proprio la predella sia opera di Piermatteo d'Amelia.